# Einmachzucker

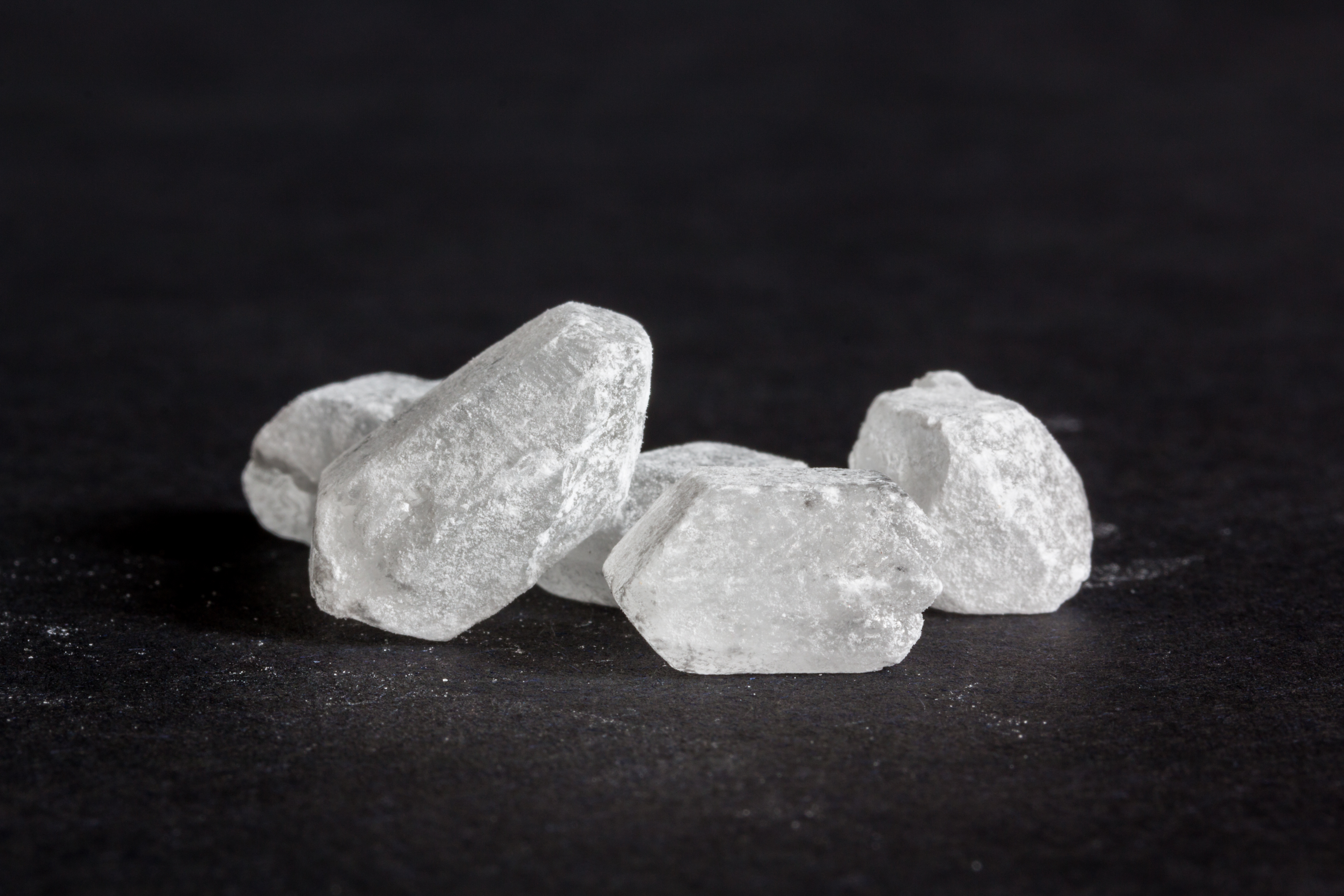
Zuckerkristalle

Einmachzucker oder Einmachraffinade ist eine Zuckersorte mit besonders großen, gleichmäßigen Zuckerkristallen. Er eignet sich besonders gut zum Einkochen von Obst zu Konfitüren und Gelees.
Die großen Kristalle lösen sich langsamer auf als die kleinen Kristalle des üblichen Haushaltszuckers. Dadurch entsteht beim Kochen des Obstes weniger Schaum und durch das langsamere Auflösen der Zuckerkristalle verringert sich das Risiko, dass der Zucker am Topfboden anbrennt oder Karamellklumpen bildet. Anders als Gelierzucker enthält Einmachzucker keine Zusatzstoffe.